# کاتالوگ رزونه
کاتالوگ رِزونه (به فرانسوی: Catalogue raisonné) به اطلاعات مرتبط با مجموعه آثار شناخته‌شده یک نقاش یا تندیس‌گر گفته می‌شود که به وسیلهٔ یک شخص یا نهادی به غیر از خود هنرمند، منتشر شده باشد. کاتالوگ رِزونه، وام‌واژه‌ای فرانسوی است که به دلیل جاافتادگی در زبان حرفه‌ای هنر، به همین شکل مورد استفاده قرار می‌گیرد.

## نمونه‌ها
- کاتالوگ رِزونهٔ وَنسان وَن گوگ، منتشرشده در سال ۱۹۲۸ توسط ژاکوب بارت دو لا فای.[۷][۸]
- کاتالوگ رِزونهٔ پرویز تناولی، منتشرشده در سال ۱۳۸۸ توسط گالری میم.[۹]